# Mimosa pulverulenta
Mimosa pulverulenta är en ärtväxtart som beskrevs av Ignatz Urban. Mimosa pulverulenta ingår i släktet mimosor, och familjen ärtväxter. Inga underarter finns listade i Catalogue of Life.